# Microregiunea Szerencs
Microregiunea Szerencs (în maghiară Szerencsi kistérség) a fost o microregiune statistică (kistérség) din județul Borsod-Abaúj-Zemplén, Ungaria.
Cu o populație de 41.030 locuitori și o suprafață de 498,92 km2, aceasta a existat până în 2014, când în Ungaria, microregiunile ”kistérségek” au fost înlocuite de districte (járások).